# Jula (flod)
Jula (russisk: Юла, tr. Jula) er en flod i Arkhangelsk oblast i Rusland. Jula er biflod til Pinega fra venstre i Nordlige Dvinas flodsystem. Jula er 214 km lang og har et afvandingsareal på 5.290 km².